# Breda '97
Breda '97 is een lokale politieke partij in de Nederlandse gemeente Breda. De partij is ontstaan na de gemeentelijke herindeling van 1 januari 1997 en wilde toen met name opkomen voor de belangen van de verschillende dorpen die na deze herindeling deel werden van de stad Breda, zoals Prinsenbeek, Bavel, Ulvenhout, Ginneken en Teteringen.
Breda '97 is sinds 1997 vertegenwoordigd in de gemeenteraad van Breda en leverde van 1997 tot 1999 en van 2006 tot 2010 een wethouder. In de periode 2006-2010 telde de partij 3 zetels in de gemeenteraad. In de periode 2010-2014 en de periode 2014-2018 telde de partij 3 zetels in de gemeenteraad. Bij de verkiezingen in 2018 haalde de partij 1 zetel in de gemeenteraad.
Sinds 2020 is Breda '97 opgegaan in Breda Beslist. 